# アトランティス (小惑星)
アトランティス(1198 Atlantis)は、珍しい種類の小惑星で、小惑星帯内側から火星の軌道を横断する離心率の高い軌道を持つ。直径は、約3.9kmである。1931年9月7日にドイツの天文学者カール・ラインムートによって、ドイツ南西部にあるケーニッヒシュトゥール天文台で発見された。神話上の島であるアトランティスに因んで名付けられた。

## 軌道
アトランティスは、太陽から1.5-3.0天文単位の軌道を3年5カ月（1,233日）かけて公転している。軌道離心率は0.34、黄道に対する軌道傾斜角は3°である。観測弧は、公式な発見日より1週間後のハイデルベルクから始まっている。

## 物理的性質
SMASS分類では、岩石質のS型小惑星の小分類である、珍しいL型小惑星とされる。

### 自転周期
イタリアの天文学者Albino CarbognaniがイタリアのOAVdA天文台で2012年8月に測光観測を行い、アトランティスの光度曲線を得た。光度曲線の分析により、自転周期は少なくとも16時間で、光度が0.20等級変化することが明らかとなった。

### 直径とアルベド
アトランティスはこれまで、IRAS、あかり、広視野赤外線探査機等による宇宙からの観測は行われていない。Collaborative Asteroid Lightcurve Link(CALL)では、岩石質小惑星の標準的なアルベドである0.20という値を用いて、絶対等級14.4から直径を3.92kmと計算している。

## 命名
ギリシャ神話に登場し、紀元前360年頃のプラトンの著作にも言及される島であるアトランティスに因んで名付けられた。神話では、貪欲で道徳が破綻したアトランティス文明は、神々によって火と地震で罰せられ、島は海に沈んだとされる。この命名は、自身が小惑星番号1227番から1234番の小惑星の名前の由来となっている天文学者Gustav Strackeの提案による。